# If I Could Be...
If I Could Be... è il quinto album della cantautrice statunitense Meredith Brooks, pubblicato nel 2007

## Tracce
1. Drive the Car – 3:46
2. If I Could Be... – 2:10
3. Dance, Shake, Wiggle! – 3:04
4. The La La Song – 2:48
5. Every Dog – 3:25
6. What's Your Name? – 3:01
7. Ball Song – 2:41
8. Why – 3:04
9. My Chair – 3:02
10. I Did It! – 3:25
11. Good Morning to You – 2:16
12. Turn It Back Around – 2:39
13. To Dream Again – 2:30